# Лонгинов, Дмитрий Николаевич
Дмитрий Николаевич Лонгинов (1820—1878) — русский государственный деятель, сенатор, тайный советник.

## Биография
Родился в дворянской семье 14 (26) сентября 1820 года.
В 1840 году окончил юридический факультет Санкт-Петербургского университета со званием действительного студента. Поступил на службу переводчиком в департамент внутренних сношений министерства иностранных дел. В следующем году был перемещён в канцелярию вице-канцлера, где занял должность секретаря. В 1844 году был отправлен курьером в Лондон, где находился до мая 1845 года.
В 1846 году был назначен первым секретарем канцелярии министерства иностранных дел и был пожалован званием камер-юнкера Высочайшего Двора; с 1850 года — чиновник особых поручений VІ класса: с 1855 года — при государственном канцлере, с 1856 — при министре иностранных дел; в 1857 году был произведён в чин статского советника. Произведенный 23 апреля 1861 года за отличие в действительные статские советники, в следующем году он был пожалован в звание камергера Высочайшего Двора и назначен советником посольства в Лондоне.
В 1863 году был назначен директором департамента внутренних сношений, 27 марта 1866 года произведен в тайные советники, а 1 марта 1875 года назначен сенатором, с повелением присутствовать в 1-м отделении 3-го департамента Правительствующего сената.
Умер 1 (13) октября 1878 года.

## Награды
российские
- орден Св. Анны 2-й ст. (1854)
- орден Св. Владимира 3-й ст. (1857)
- орден Св. Станислава 1-й ст. (1863)
- орден Св. Анны 1-й ст. (1870)

иностранные
- сицилийский орден Франциска I (1845)
- кавалерский крест датского ордена Данеброга (1851)
- орден Церингенского льва 2-й ст. со звездой (1857)
- прусский орден Красного орла 2-й ст. (1857)
- большой крест ордена Нидерландского льва 2-й ст. (1867)
- большой офицерский крест бельгийского ордена Леопольда (1872)